# ایوون زیما
 ایوون زیما (انگلیسی: Yvonne Zima؛ زادهٔ ۱۶ ژانویهٔ ۱۹۸۹) یک هنرپیشه اهل ایالات متحده آمریکا است. وی از سال ۱۹۹۳ میلادی تاکنون مشغول فعالیت بوده‌است.
از فیلم‌های معروف او می‌توان به بازی در فیلم  بوسه طولانی شب‌بخیر، تا تو بودی و عشق لطمه میزند اشاره کرد.